# Хайцзінь
Хайцзинь (кит.: 海禁, «закриті моря»), Кайкі́н (яп. かいきん) — політика обмеження морських перевезень, міжнародних контактів та заборони приватної торгівлі в Китаї та країнах китаєцентричного світу — Кореї, В'єтнаму, Японії 14 — 19 століття. Метою такої політики було забезпечення внутрішнього спокою в країні, боротьба з контрабандою, уникнення збройних конфліктів з іноземними державами. В історіографії інколи називається політикою самоізоляції.

## Китай
Вперше режим «закритих морів» було введено в Китаї. Остаточно він оформився на початку 14 століття в часи правління китайської династії Мін. 1371 року засновник династії, Імператор Чжу Юаньчжан видав указ про запровадження стану «закритих морів» з метою захисту держави від вторгнення. Приватна морська торгівля була заборонена; дозвіл торгувати з Китаєм мали лише офіційні посольства іноземних «варварських» держав, які прибували до імперії з даниною та товарами для обміну. Мін ставала єдиним монополістом на ринку міжнародної торгівлі.
Жорстке дотримання політики «закритих морів» сприяло поширенню контрабанди серед населення. Каральні акції проти контрабандистів у 1522 — 1566 роках, дали поштовх розвитку піратства у південному Китаї. Це змусило владу переглянути свою позицію, дозволивши приватну морську торгівлю в невеликих обсягах.
Після завоювання Китаю маньчжурами заборона морської торгівлі була відновлена — але спрямована вона була насамперед проти китайськів купців, що допомагали руху опору. До європейців цінські володарі спочатку ставилися поблажливіше, західним комерсантам не лише дозволяли привозити до Китаю свої товари, а й засновувати факторії. Але поступово політика почала змінюватися. В 1716 році імператор Кансі заборонив торгувати з чужинцями цинком і міддю — нібито для того, щоб обмежити активність китайських фальшивомонетників. У 1732 заборону поширили на залізні казани, а потім і на залізо як таке — щоб китайські «бунтівники» не могли відлити з нього гармати.
Імператор Юнчжен обмежив кількість європейських кораблів, яким дозволяли заходити до китайських портів і навіть португальського «анклаву» Макао. Потім запровадили обов'язковий догляд іноземних суден і заборонили торгівлю селітрою. А в 1757 році імператор Хунлі поширив режим «хайцзінь» на всю торгівлю з заморськими країнами. Частково відкритим залишився лише порт Гуанчжоу, де уся торгівля велася через монополіста-посередника — компанію Гунхан. Проте і тут європейцям забороняли торгувати рисом та бобами, завозити західні книжки і вивозити шовкові тканини — тільки кокони шовкопряду та нитки. Обмежили також обсяги експорту ревеню та чаю.
Режим «закритих морів» зберігався до початку Опіумних війн. Остаточно був скасований у 1842 році — в результаті підписання Нанкінського договору.

## Японія
- Сакоку